# Tony Abulu
Tony Abulu est un scénariste, réalisateur et producteur nigérian.

## Biographie
Il part s'installer aux États-Unis au début des années 1980 et entame à New York une carrière d'impresario culturel. Il y organise et monte des projets de représentations de musique et de danse africaines : la Nigerian National Dance Troupe ou encore l'Africa Music Festival à New York, un festival de musique dans le style Broadway qui a mis en lumière des artistes d'Afrique du Sud, du Nigéria, de la Caraïbe, du Bénin ou encore du Sénégal.
Il lance également un magazine d'affaires panafricain intitulé Black Ivory Magazine qui se concentre sur les opportunités professionnelles du continent africain.
Il crée le premier Nigerian Music Festival aux États-Unis en 1990 ainsi que l'association basée aux États-Unis, dont il est aujourd'hui président, la Filmmakers Association of Nigeria (FAN) en 2003. Cette dernière a organisé la première tournée de 50 acteurs de Nollywood aux États-Unis en 2004.
Il réalise son premier long métrage intitulé Back to Africa en 1997, avec un budget de 100 000 $. Il réalise ensuite deux autres films American Dream en 2007 et Crazy Like a Fox en 2008. Doctor Bello (en), sorti en 2013, est son dernier long-métrage.
Il est aujourd'hui président-directeur général de Black Ivory Communications, une firme dont les activités sont la production de cinévisuelle, le divertissement, le marketing international ainsi que le développement touristique.

## Filmographie

### Réalisateur
- 1994 : Nigeria now : the current political crisis[6]
- 1997 : Back to Africa
- 2007 : American Dream
- 2008 : Crazy Like a Fox
- 2013 : Doctor Bello (en)

### Producteur
- 2013 : Doctor Bello